# Galeop
El galeop (Galeops whaitsi) és una espècie extinta de sinàpsid del clade dels quenosaures que visqué durant el Permià en allò que avui en dia és Sud-àfrica. Es tracta de l'única espècie coneguda del gènere Galeops. Se n'han trobat restes fòssils a les províncies sud-africanes del Cap Occidental i el Cap Septentrional. Juntament amb Galechirus, Galepus i Patranomodon, és un dels únics quatre anomodonts no dicinodonts dels quals s'ha trobat material postcranial. Era més o menys de la mateixa mida que Galechirus i Galepus.